# Reloj de agua
Un reloj de agua es cualquier aparato para medir el paso del tiempo (reloj) con el que el tiempo se mide mediante el flujo regulado de líquido que en algunos casos se emplea la fuerza motriz para mover algún tipo de mecanismo y en otros se dirige hacia la entrada o hacia la salida de un recipiente donde se mide la cantidad de líquido. En el caso de los relojes de agua de tambor, el agua se hace circular entre diferentes compartimentos internos del tambor, estabilizando su giro, como regulador hidráulico, similar en funcionalidad a un escape mecánico.
Una muestra de dos relojes de agua de salida del Museo Ágora Antigua de Atenas. La parte superior es un original de finales del siglo V a. C. La parte inferior es una reconstrucción de un original de barro.
Los relojes de agua son uno de los instrumentos más antiguos para medir el tiempo. La salida en forma de cuenco es la forma más simple de un reloj de agua y se sabe que existió en Babilonia, Egipto y Persia hacia el siglo XVI a. C. Otras regiones del mundo, incluidas la India y la China, también tienen diseños primitivos de relojes de agua. De hecho, aunque las fechas más antiguas son menos seguras, algunos autores afirman que los relojes de agua aparecieron en China ya a partir del 4000 a. C.

## Diseños
Un reloj de agua utiliza el flujo de agua para medir el tiempo. Si se deja de lado la viscosidad, el principio físico necesario para estudiar estos relojes es la ley de Torricelli. Hay dos tipos de relojes de agua: de entrada y de salida. En un reloj de agua de salida, un contenedor se llena de agua y el agua se drena lentamente y uniformemente del contenedor. Este contenedor tiene marcas que se utilizan para mostrar el paso del tiempo. Cuando el agua sale del contenedor, un observador puede ver donde el agua está a nivel de las líneas y decir cuánto tiempo ha pasado.
Un reloj de agua de entrada funciona básicamente de la misma manera, excepto que en lugar de salir del contenedor, el agua llena el contenedor marcado. Cuando el contenedor se llena, el observador puede ver donde el agua se encuentra con las líneas y decir cuánto tiempo ha pasado. Algunos relojes modernos denominan "relojes de agua", pero funcionan de manera diferente de los antiguos. Su cronometraje se rige por un péndulo, pero utilizan agua para otros propósitos, tales como proporcionar la potencia necesaria para conducir el reloj mediante una rueda hidráulica o algo similar, o para usar agua para mostrar la hora.
Los griegos y los romanos avanzaron el diseño del reloj de agua en inventar la clepsydra de entrada con un sistema de retroalimentación primitivo, un engranaje y un mecanismo de escape, que estaban conectados a autómatas fantásticos y daban como resultado una precisión mejorada. Se hicieron otros avances en Bizancio, Siria y Mesopotamia, donde los relojes de agua cada vez más precisos incorporaban complejos engranajes segmentarios y epicíclics, ruedas hidráulicas y programabilidad, avances que finalmente se dirigieron a Europa . Independientemente, los chinos desarrollaron sus propios relojes de agua avanzados, que incorporaban engranajes, mecanismos de escape y ruedas de agua, transmitiendo sus ideas a Corea y Japón.
Algunos diseños de relojes de agua se desarrollaron de forma independiente y algunos conocimientos se transfirieron mediante la difusión del comercio. Estos primeros relojes de agua se calibraron con un reloj de sol. Aunque nunca alcanzó un nivel de precisión comparable a los estándares actuales de cronometraje, el reloj de agua fue el dispositivo de cronometraje más preciso y utilizado durante milenios, hasta que fue sustituido por relojes de péndulo más precisos a la Europa del siglo XVII.

## Áreas de desarrollo

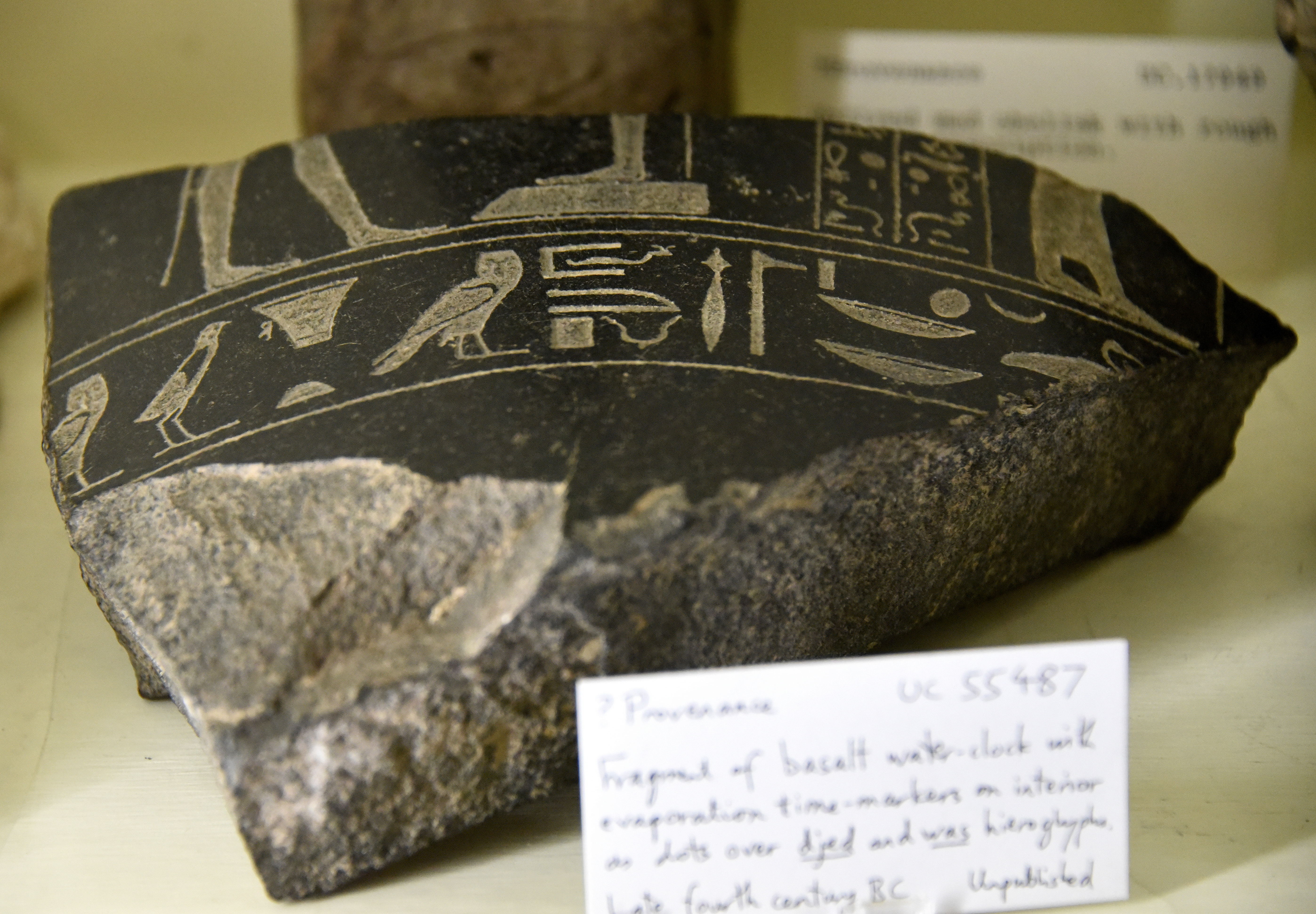
Fragmento de un reloj de agua de basalto, con marcadores de tiempo de evaporación en el interior como puntos a Djed y que eran jeroglíficos. Época final, 30ª dinastía. De Egipto. El Petrie Museum of Egyptian Archaeology, Londres

### Egipto
El reloj de agua más antiguo del que hay pruebas físicas fecha del c. 1417-1379 aC, durante el reinado de Amenofis III, y se utilizó en el templo de Amen-Re en Karnak. La documentación más antigua del reloj de agua es la inscripción de la tumba del funcionario de la corte egipcia del siglo XVI a. C. Amenemhet, que se identifica como su inventor.
Estos relojes de agua simples, que eran del tipo de salida, eran vasos de piedra con los lados inclinados que permitían que el agua gotee a una velocidad casi constante desde un pequeño agujero cercano al fondo. Había doce columnas separadas con marcas espaciadas constantemente en el interior para medir el paso de las "horas" a medida que el nivel del agua llegaba.
Las columnas eran para cada uno de los doce meses para permitir las variaciones de las horas estacionales. Estos relojes eran utilizados por los sacerdotes para determinar la hora nocturna de modo que los ritos y sacrificios del templo se pudieran realizar a la hora correcta. Estos relojes también se podían haber utilizado a la luz del día.

### Babilonia
| Tablilla de arcilla                             | Tablilla de arcilla                                                          |
| ----------------------------------------------- | ---------------------------------------------------------------------------- |
| Cálculos del reloj de agua de Nabû-apla-iddina. |                                                                              |
| tamaño                                          | H: 8,2 cm (3,2 pulgadas) W: 11,8 cm (4,6 pulgadas) D: 2,5 cm (0,98 pulgadas) |
| escritura                                       | cuneiforme, acadio                                                           |
| creada                                          | 600BC-500BC                                                                  |
| ubicación actual                                | Sala 55, Museo Británico                                                     |
| identificación                                  | 29371                                                                        |

En Babilonia, los relojes de agua eran del tipo de salida y tenían una forma cilíndrica. El uso del reloj de agua como ayuda para los cálculos astronómicos se remonta a la época vieja babilónica (hacia el 2000 - hacia el 1600 aC). Aunque no hay relojes de agua de la región mesopotámica que hayan sobrevivido, la mayoría de las pruebas de su existencia provienen de escritos sobre tablillas de arcilla . Dos colecciones de tabletas, por ejemplo, son el Enuma-Anu-Enlil (1600-1200 aC) y el MUL. Apini (siglo VII a. C.). En estas tabletas, se utilizan relojes de agua en referencia al pago de las guardias de noche y de día ().
Estos relojes eran únicos, ya que no tenían ningún tipo de indicador ni las agujas (como se utilizan habitualmente hoy en día) ni las muescas ranuradas (como se utilizaban en Egipto). En lugar de eso, estos relojes medían el tiempo "por el peso del agua que fluía". El volumen medía en unidades de capacidad llamadas qa. El peso, manda (la unidad griega de aproximadamente una libra), es la unidad de peso del agua de un reloj de agua.
En la época de Babilonia, el tiempo se medía con horas temporales. Así, a medida que las estaciones cambiaban, también cambió la duración del día. "Para definir la duración de un" reloj nocturno "en el solsticio de verano, se debía verter dos mandas de agua en una clepsidra cilíndrica; su vaciado indicaba el final del reloj. Había que añadir una sexta parte de manda cada medio mes sucesivo. En el equinoccio, se tuvieron que vaciar tres encargos para corresponder a un reloj y se vaciaron cuatro encargos por cada reloj de la noche solsticial de invierno ".

### India
Según N. Kameswara Rao, las ollas excavadas en el yacimiento de la valle del Indo de Mohenjo-daro (hacia el 2500 aC) se podrían haber utilizado como relojes de agua. Están afiladas por la parte inferior, tienen un agujero lateral y son similares al utensilios que se utiliza para hacer Abhisek (vertido de agua ritual) a lingams . N. Narahari Achar y Subhash Kak sugieren que el uso del reloj de agua a la antigua India se menciona al Atharvaveda desde el 2º milenio a. C.
La escuela Jyotisha, una de las seis disciplinas Vedanga, describe relojes de agua llamados ghats o Kapala que miden el tiempo en unidades de nadika (unos 24 minutos). Al Surya Siddhanta (siglo V d. C.) menciona una clepsidra en forma de vaso de cobre flotante y que se hunde. A Nalanda, una universidad budista, se medían intervalos de cuatro horas mediante un reloj de agua, que consistía en un tazón de cobre similar que contenía dos flotadores grandes en un bol más grande lleno de agua. El cuenco se llenaba de agua por un pequeño agujero en el fondo y s'enfonsarva cuando estaba completamente lleno, marcando las horas con un tambor durante el día. La cantidad de agua con que se llenaba variaba según las estaciones del año, y el reloj el manejaban los estudiantes de la universidad.
Las descripciones de relojes de agua similares también se dan en la Pañca Siddhāntikā por polímata Varāhamihira (siglo VI d. C.), que añade más detalles al relato que aparece en el Surya Siddhanta. Se describen otras descripciones al Brāhmasphuṭa Siddhanta, del matemático Brahmagupta (siglo VII d. C.). Una descripción detallada con medidas también fue registrada por el astrónomo Lalla (siglo VIII d. C.), que describe el Ghat como un vaso de cobre semiesférico con un agujero en el fondo que se llenaba completamente Transcurrido un nadika.

### China

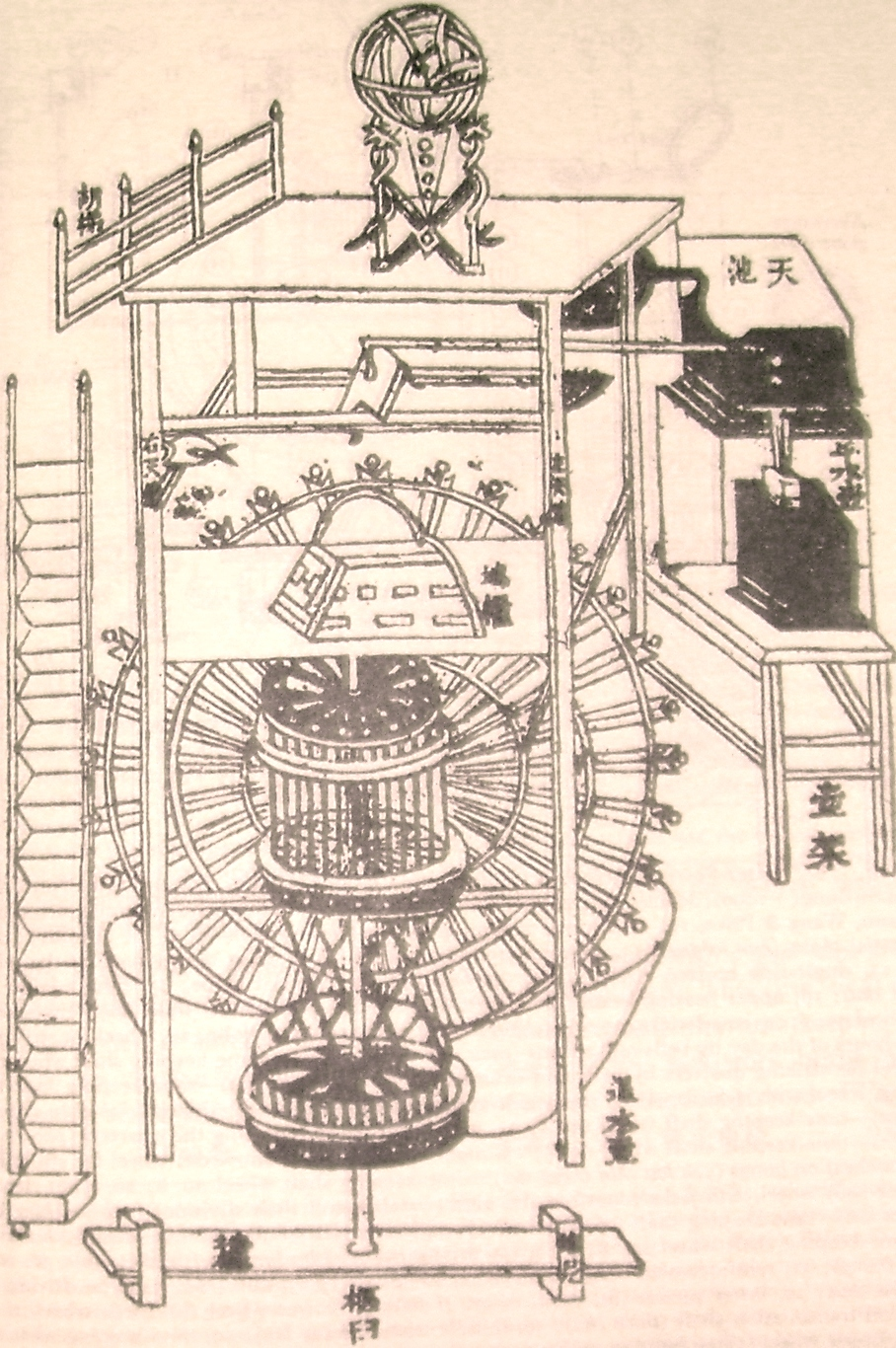
El mecanismo accionado por agua de la torre del reloj astronómico de Su Song, que incluye un tanque de reloj de agua, rueda hidráulica, mecanismo de escape y accionamiento de cadena para alimentar una esfera armilar y 113 piezas impactantes para hacer sonar las horas y mostrar placas informativas.

A la antigua China, así como todo el Asia oriental, los relojes de agua eran muy importantes en el estudio de la astronomía y la astrología . La referencia escrita más antigua data del uso del reloj de agua en China en el siglo VI a. C.. A partir del 200 aC en adelante, la clepsidra de salida fue sustituida casi en todas partes en China por el tipo de entrada con una varilla indicadora portada sobre un flotador.
El filósofo y político de la dinastía Han, Huan Tan (40 aC - 30 dC), secretario del tribunal encargado de los relojes de agua, escribió que debía comparar los relojes de agua con los relojes de sol debido a como la temperatura y la humedad afectaban a su precisión, demostrando que los efectos que en ese momento se conocían la evaporación, así como la temperatura de la velocidad a la que fluye el agua.
El líquido de los relojes de agua se podía congelar y debía mantener caliente mediante antorchas, un problema que fue resuelto el 976 por el astrónomo e ingeniero chino Zhang Sixun . Su invento -una considerable mejora del reloj de Yi Xing- utilizaba mercurio en lugar de agua. El mercurio es un líquido a temperatura ambiente y se congela a −38,9 °C (−38 °F) inferior a cualquier temperatura del aire que normalmente se encuentra en la Tierra. De nuevo, en lugar de utilizar agua, el ingeniero Zhan Xiyuan de la dinastía Ming (c. 1360 hasta 1380) creó un reloj de ruedas impulsado por arena, mejorado por Zhou Shuxue (c. 1530 -1558).
El uso de los relojes de agua para impulsar mecanismos que ilustraran fenómenos astronómicos comenzó con el poliamata de la dinastía Han Zhang Heng (78-139) el 117, que también empleó una noria . Zhang Heng fue el primero en China a añadir un depósito de compensación adicional entre el depósito y el vaso de entrada, lo que resolvió el problema de la presión de caída en la cabecera del depósito. El ingenio de Zhang condujo a la creación por parte del matemático e ingeniero de la dinastía Tang Yi Xing (683-727) y Liang Lingzan el 725 de un reloj impulsado por un mecanismo hidráulico con escape de rueda.
El mismo mecanismo sería utilizado por el poliamata Su Song de la dinastía Song (1020-1101) el 1088 para alimentar su torre astronómica del reloj, así como una cadena . La torre del reloj de Su Song 30 pies (9,1 m) altura, poseía una esfera armilar motorizada de bronce para observaciones, un globo celeste que gira automáticamente y cinco paneles frontales con puertas que permitían la visualización de maniquíes cambiantes que tocaban campanas o gongs y contenía tabletas que indicaban las horas especiales del día. Desde el año 2000, en la torre del tambor de Pekín, hay un reloj de agua tipo salida operativo que se muestra a los turistas. Se conecta a los autómatas de manera que cada cuarto de hora una pequeña estatua de latón de un hombre hace sonar un platillo.

### Persia

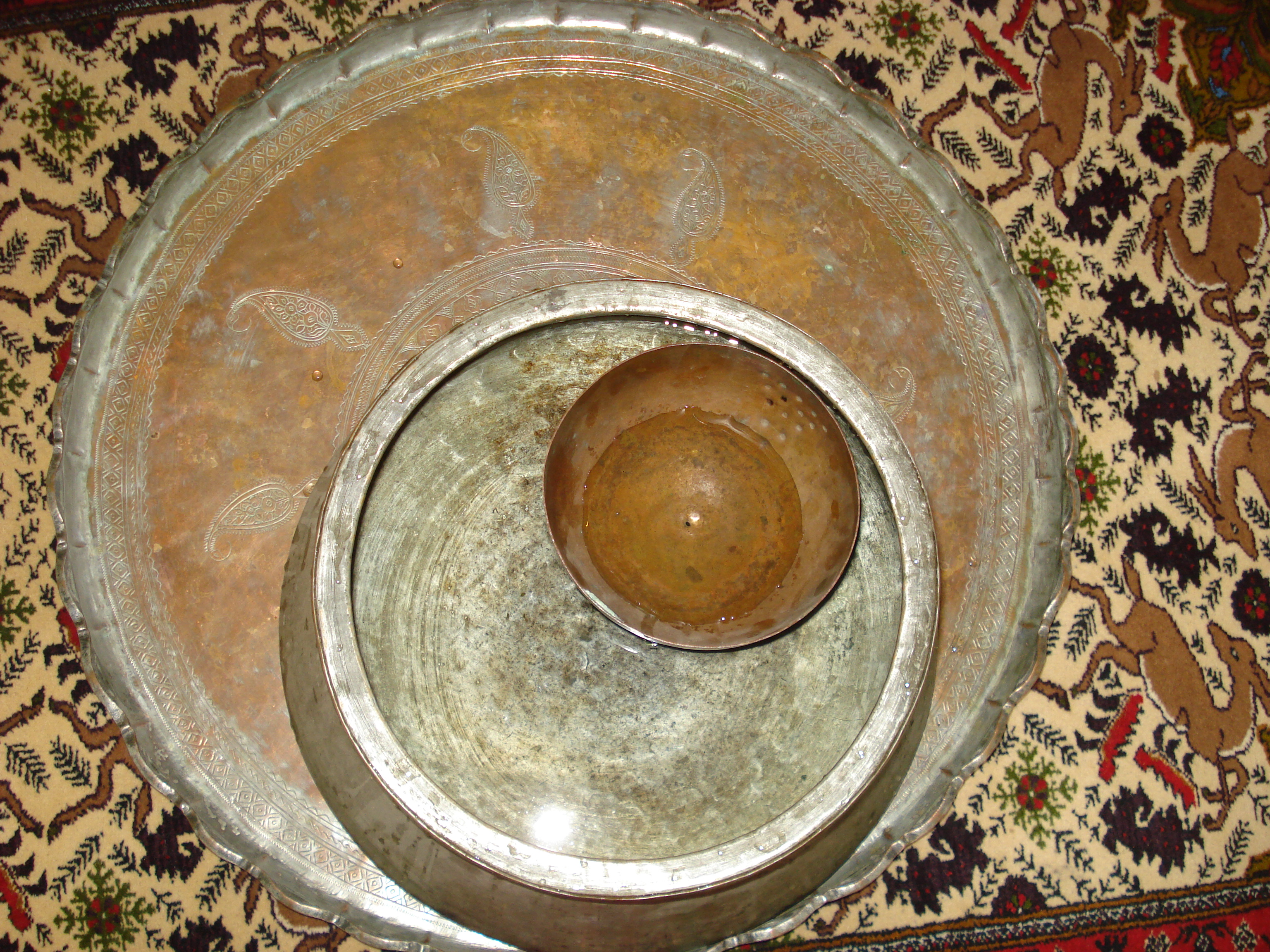
Reloj persa antiguo

El uso de relojes de agua al Irán, especialmente en Zibad y Gonabad, se remonta al 500 a. C. Más tarde, también se utilizaron para determinar los días sagrados exactos de las religiones preislámicas, como el Nowruz, Chelah o Yalda, los días y noches más cortos, largos e iguales de los años. Los relojes de agua que se utilizaban en Irán eran una de las herramientas antiguas más prácticas para el calendario anual.
El reloj de agua, o Fenjaan, era el dispositivo de cronometraje más preciso y utilizado habitualmente para calcular la cantidad o el tiempo que un agricultor debe tomar agua de un viaje de agua o pozo para el riego, hasta que fue sustituida por relojes de corriente más precisos.
Los relojes de agua persas eran una herramienta práctica y útil para los accionistas del viaje de agua para calcular el tiempo que podían desviar el agua en su granja. El viaje de agua (kariz) era la única fuente de agua para la agricultura y el riego en la zona árida, por lo que era muy importante una distribución justa del agua. Por lo tanto, se elegía una persona mayor e inteligente para ser el gestor del reloj de agua llamado (MirAab), y se necesitaban al menos dos gestores a tiempo completo para controlar y observar el número de fenjanes (s) y anunciar hora exacta de los días y de las noches desde la salida del sol hasta el ocaso para que los accionistas normalmente se dividían entre los propietarios diurnos y los propietarios nocturnos. 
El Fenjaan consistía en una olla grande llena de agua y un cuenco con un pequeño agujero en el centro. Cuando el cuenco se llenaba de agua, se hundía en la olla y entonces el gerente vaciaba el bol y él ponía de nuevo en la parte superior del agua de la olla y contaba el número de veces que se hundía el bol poniendo piedras pequeñas en un bote. El lugar donde se encontraba el reloj y sus gestores eran conocidos colectivamente como khaneh Fenjaan . Normalmente, este solía ser el piso superior de una casa pública, con ventanas orientadas al oeste y al este para mostrar la hora de la salida del sol y del ocaso. También había otra herramienta de mantenimiento del tiempo llamada estaryab o astrolabio, pero se utilizaba principalmente para creencias supersticiosas y no era práctica para utilizarla como calendario de agricultores. El reloj de agua de Zibad Gonabad estuvo en uso hasta 1965 cuando fue sustituido por relojes modernos.

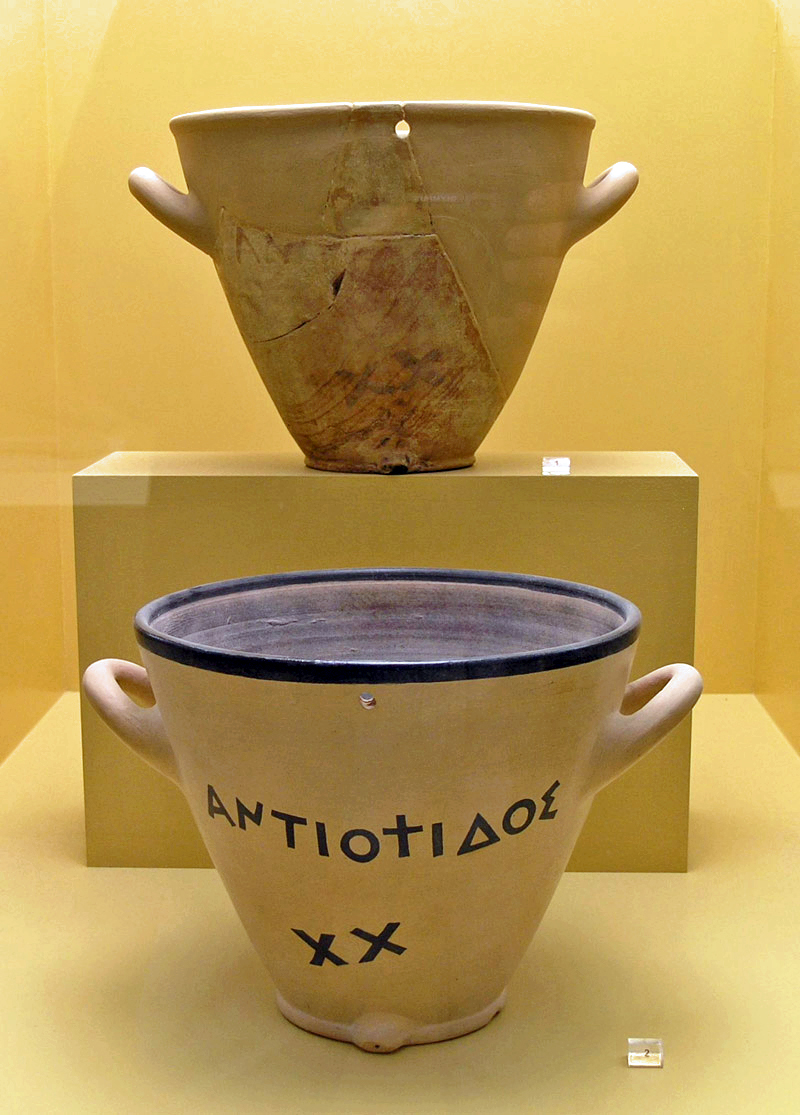
Una muestra de dos relojes de agua de salida del Museo Ágora Antigua de Atenas. La parte superior es un original de finales del. La parte inferior es una reconstrucción de un original de barro.

### Mundo grecorromano - Clepsydra
Artículo principal: Clepsidra
La palabra " clepsydra " proviene del griego que significa "ladrón de agua" ( κλεψύδρα griego κλέπτειν kleptein 'robar'; δωρ Hydor, agua '). Los griegos avanzaron considerablemente el reloj de agua abordando el problema de la disminución del caudal. Introdujeron varios tipos de clepsydra de entrada, uno de los cuales incluía el sistema de control de retroalimentación más temprano. Ctesibius inventó un sistema de indicadores típico de relojes posteriores como el dial y el puntero.
El ingeniero romano Vitruvio describió los primeros despertadores, trabajando con gongs o trompetas. El reloj de agua de uso habitual era la simple clepsydra de salida. Este pequeño vasde barro tenía un agujero en el lado cerca de la base. Tanto en la época griega como la romana, este tipo de clepsydra utilizaba a los tribunales para asignar períodos de tiempo a los hablantes. En casos importantes, como cuando se jugaba la vida de una persona, se llenaba completamente, pero en casos menores, sólo parcialmente. Si se interrumpían los procedimientos por cualquier motivo, como por ejemplo para examinar documentos, el agujero de la clepsidra se tapaba con cera hasta que el orador podía retomar su súplica.

#### Fuente de Clepsydra de la acrópolis ateniense
Justo al noreste de la entrada a la Acrópolis de Atenas había una famosa fuente natural llamada Clepsydra. El menciona Aristófanes a Lisístrata (líneas 910 a 913) y en otras fuentes literarias antiguas. Se construyó una casa fuente en el lugar c. 470-460 aC; era de construcción rectangular sencilla con un lavabo y patio pavimentada.

#### Clepsydrae para medir el tiempo

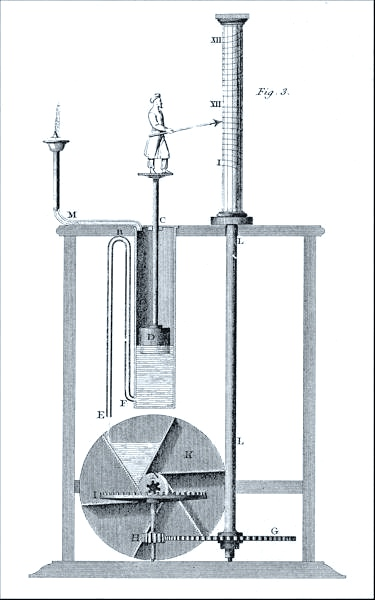
Una ilustración de una Clepsidra de principios de siglo 19 de Ctesibio (285-222 aC) del siglo tercero antes de Cristo. El indicador de horas subía a medida que entraba el agua. Con una serie de engranajes que hacían girar un cilindro para hacer corresponder a las horas temporales.

Algunos estudiosos sospechan que la clepsydra se podría haber utilizado como cronómetro para imponer un límite de tiempo a las visitas de los clientes a los burdeles atenienses. Poco después, a principios del siglo III a. C., el médico helenístico Herophilos va emplear una clepsidra portátil en sus visitas a Alejandría para medir los latidos de sus pacientes. Al comparar la tasa por grupos de edad con conjuntos de datos obtenidos empíricamente, pudo determinar la intensidad del trastorno.
Entre el 270 aC y el 500 dC, horòlogos y astrónomos helenísticos ( Ctesibio, héroe de Alejandría, Arquímedes) y romanos estaban desarrollando relojes de agua mecanizados más elaborados. La complejidad añadida tenía como objetivo regular el flujo y proporcionar muestras más elegantes del paso del tiempo. Por ejemplo, algunos relojes de agua hacían sonar campanas y gongs, mientras que otros abrían puertas y ventanas para mostrar figuritas de personas o punteras movidos y esferas. Algunos mostraron incluso modelos astrológicos del universo. El ingeniero Filón de Bizancio del siglo III a. C. se refería en sus trabajos a los relojes de agua ya equipados con un mecanismo de escape, el más antiguo conocido de este tipo.
El mayor logro de la invención de las clepsídries durante este tiempo, sin embargo, fue de Ctesibio con la incorporación de engranajes y un indicador de marcación para mostrar automáticamente la hora a medida que la duración de los días cambiaba durante todo el año, debido al cronometraje temporal utilizado durante el día. Además, un astrónomo griego, Andrónico de Cirre, supervisó la construcción de su Horologion, conocido hoy en día como la Torre de los Vientos, en el mercado de Atenas (ágora) en la primera mitad del siglo I a. C.. Esta torre de reloj octogonal mostraba los académicos y los compradores tanto relojes de sol como indicadores horarios mecánicos. Incluía una clepsidra que contaba 24 horas con unos indicadores de los ocho vientos de los que la torre recibió su nombre, y mostraba las estaciones del año y las fechas y períodos astrológicos.

### Mundo islámico medieval

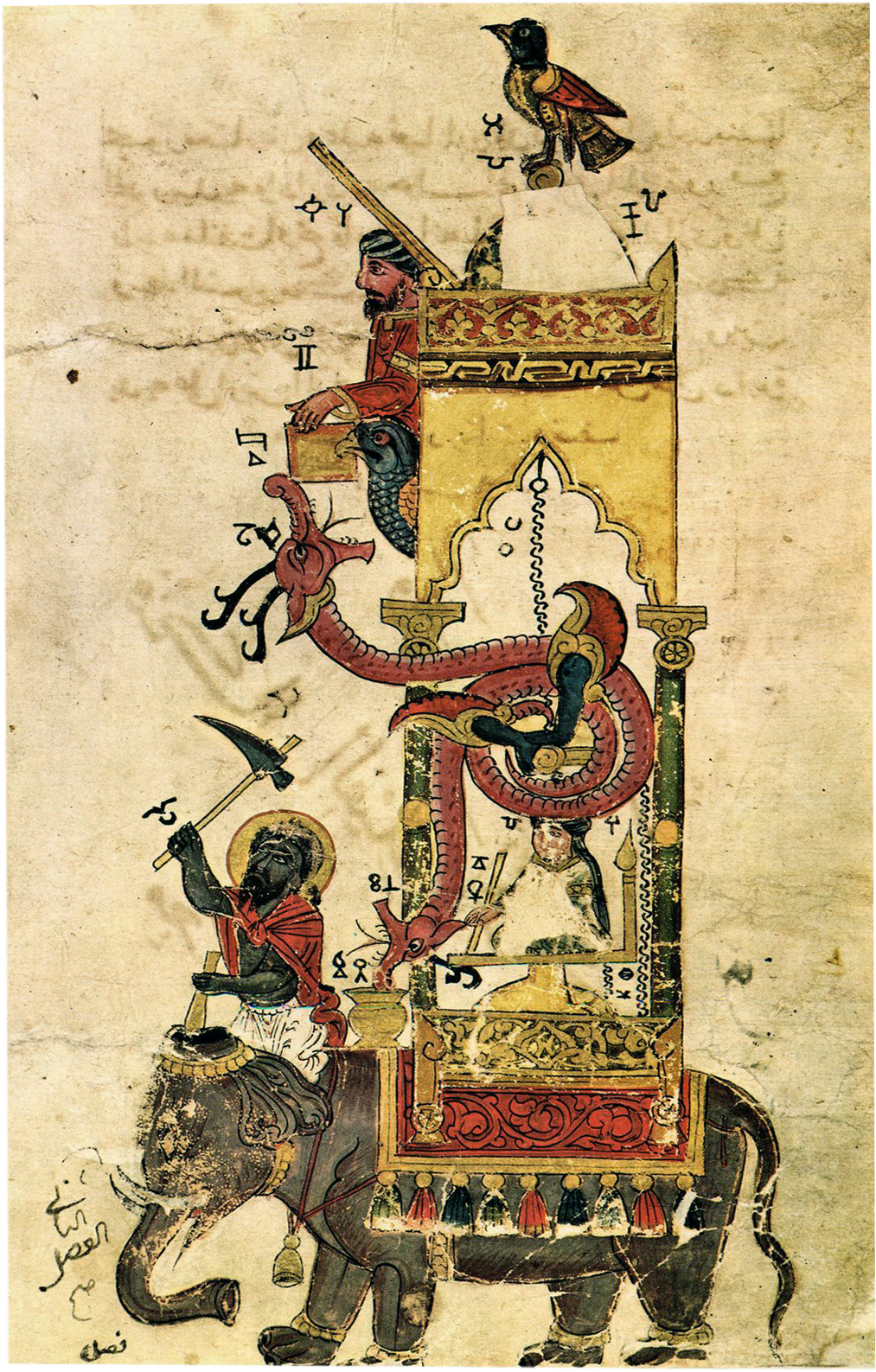
Reloj de agua de elefante de Al-Jazari (1206).

Al mundo islámico medieval (632-1280), el uso de relojes de agua tiene sus raíces de Arquímedes durante el ascenso de Alejandría a Egipto y continúa por Bizancio. Los relojes de agua del ingeniero árabe Al-Jazari, sin embargo, están acreditados por haber ido "mucho más allá de todo" que les había precedido.
El tratado 1206 de Al Jazari, describe uno de sus relojes de agua, el reloj de elefante. El reloj registraba el paso de las horas temporales, lo que significaba que había que cambiar la velocidad del caudal diariamente para que coincidiera con la duración desigual de todo el año. Para conseguirlo, el reloj tenía dos tanques, el tanque superior estaba conectado a los mecanismos de indicación de la hora y la parte inferior estaba conectada al regulador de control de caudal . Básicamente, al amanecer, el grifo se abría y el agua fluía desde el tanque superior hasta el tanque inferior mediante un regulador de flotador que mantenía una presión constante en el tanque receptor.

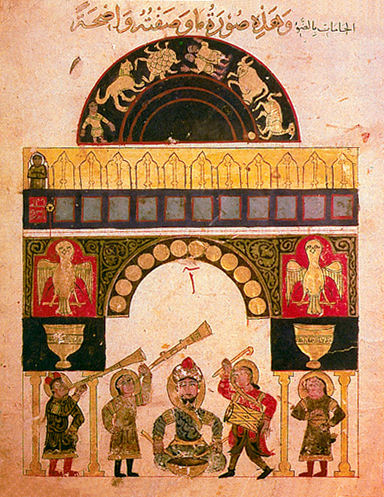
Reloj automático de castillo de Al-Jazari, alimentado por agua, del.

El reloj astronómico más sofisticado con agua fue el reloj del castillo de Al-Jazari, considerado por algunos como un primer ejemplo de un ordenador analógico programable, el 1206. Era un dispositivo complejo que de unos 3,4 m de altura y tenía múltiples funciones aparte del cronometraje. Incluía una muestra del zodiaco y las órbitas solares y lunares, y un puntero en forma de media luna que se trasladaba por la parte superior de una puerta de acceso, movido por un carro escondido y provocando la apertura de unas puertas automáticas, que destapaban, un maniquí cada una. Se podía programar la duración del día y de la noche para tener en cuenta los cambios a lo largo del año, y también tenía cinco autómatas músicos que reproduzca música automáticamente y que se movían con palancas accionadas por un árbol de levas oculto conectado a una rueda de agua. Otros componentes del reloj del castillo incluían un embalse principal con un flotador, una cámara de flotador y un regulador de caudal, una placa y un abrevadero de válvulas, dos poleas, un disco de media luna que mostraba el zodiaco y dos autómatas de halcones que arrojaban bolas los floreros.
Los primeros relojes de agua que utilizaron complejos engranajes segmentarios y epicicloidal van fueron inventados anteriormente por el ingeniero árabe Ibn Khalaf al-Muradi a la Iberia Islámica en 1.000. Sus relojes de agua eran conducidos por ruedas de agua, como también fue el caso de varios relojes de agua chinos en el siglo XI. Se construyeron relojes de agua comparables a Damasco y Haz . Este último ( Dar al-Magana ) permanece operativo hoy en día con un mecanismo ha reconstruido. El primer reloj europeo que utilizó estos engranajes complejos fue el reloj astronómico creado por Giovanni de Dondi en c. 1,365. Al igual que los chinos, los ingenieros árabes de la época también desarrollaron un mecanismo de escape que utilizaron en algunos de sus relojes de agua. El mecanismo de escape tenía la forma de un sistema de cabeza constante, mientras unos flotadores pesados utilizaban como pesos.

### Corea

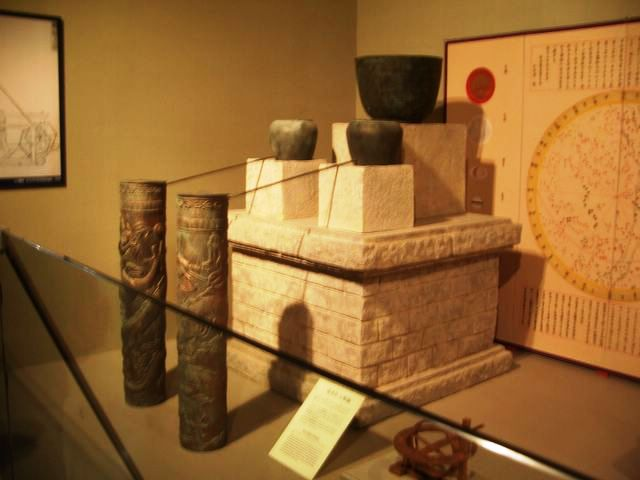
Un modelo incompleto reducido del reloj de agua impactante de Jang Yeong-sil

En 1434 durante la dinastía Choson (o Joseon)), Jang Yeong-sil (también transcrito de diversas maneras Chang Yongsil o Jang Young Sil) (장영실 en coreano), la guardia del palacio y más tarde el ingeniero jefe de los tribunales construyeron el Jagyeongnu (reloj de agua autocollant o reloj de agua) para el rey Sejong.
Lo que hizo que el Jagyeongnu se hiciera autocollant (o automático) fue el uso de mecanismos de trabajo de gallos, mediante los cuales tres figuras de madera (gatos) golpeaban objetos para indicar la hora. Esta innovación ya no requería la dependencia de los trabajadores humanos, conocidos como "hombres del gallo", para reponerla constantemente.
La singularidad del reloj era su capacidad para anunciar dos veces automáticamente con señales visuales y sonoros. Jang desarrolló una técnica de conversión de señal que permitió medir el tiempo analógico y anunciar el tiempo digital simultáneamente, así como separar los mecanismos del agua de los mecanismos de golpes operados por bolas. El dispositivo de conversión llamaba pangmok y se colocaba sobre el barco de entrada que medía el tiempo, el primer dispositivo de este tipo en el mundo. Así pues, el Striking Palace Clepsydra es el primer reloj de doble tiempo de ingeniería hidromecánica de la historia del Horología.

## Península ibérica
Artículo principal: Reloj de agua de tambor

### Ms.225 de Ripoll: Reloj de agua
El Ms.225 en latín de Ripoll redactado alrededor del 926 d. C., describe un reloj de agua de tambor, que según Millás Vallicrosa estaría basado en el mismo modelo de lo que está descrito 350 años más tarde en el Libro del conocimiento astronómico o (libros del saber) de Alfonso X el Sabio. El erudito Millás Vallicrosa estudió este documento de Ripoll del 929 de lo que dice seguro que ha sido el manuscrito que Gerberto de Aurillac pidió el 9xx, tras marchar a Francia, a un monje de Ripoll: "feunos enviar aquel manuscrito de astronomía de Lupito de Barcelona (Llobet de Barcelona)".
Describe tres aparatos: un astrolabio, como construir un "domus Orologio" y como construir un "gnomon" o reloj de sol. Sobre el "domus Orologio" dice una frase sabia: "no sabemos si puede tener relación con el reloj descrito por Vitruvio", pero con algunas modificaciones, de hecho es la primera descripción (incompleta, ya que faltan unos folios al inicio) de cómo construir un reloj de agua de tambor, cuando hoy está universalmente aceptado que fue el primero el de Gerberto de Aurillac, podría ser el primero en construir uno pero basándose en el de este manuscrito, como delata su interés pidiendo una copia.
El aparato más importante era el "domus Orologio", los demás hay muchos manuscritos, aunque faltan las páginas clave y, la descripción de una caja con agua, descrita en los folios del final, no se ve bien bien para qué servía y podría dejar pensar a alguien que se trata de la "clepsidra de Vitruvio", pero de forma totalmente objetiva: un reloj con pesas de plomo para "darle cuerda", como se describe claramente en el ms.225 y con "tintinnabula schillarum", sólo puede ser un reloj de tambor de agua, el primer reloj europeo de la historia y hecho en Cataluña.
No tenía buscas, sólo las "tintinnabula schillarum" para marcar los cuartos y las horas, por eso en hacerlo de una forma sólo acústica, era tan importante definir el 1er cuarto, el 2º cuarto y el 3er cuarto de una hora (ya partir de una hora completa los cuartos ya pertenecen a la hora siguiente), lo que sólo ha quedado arraigado en Cataluña y Alemania, que son los dos únicos lugares que utilizan los cuartos de la hora para venir.
Los países que utilizan la expresión: "diez menos veinte", "cuartel to ten", "dijo hiedras moins vingt" (de origen francés), llegaron más tarde cuando ya había una esfera con busca o buscas, ya que es una descripción gráfica, sólo tiene sentido al describir la posición de las agujas sobre la esfera, no se puede expresar acústicamente, no se puede imaginar un campanario tocando una campanada por 1/4, media por 2/4, y otra vez una por 3/4, sería un lío.

### Libros del saber:Reloj de agua

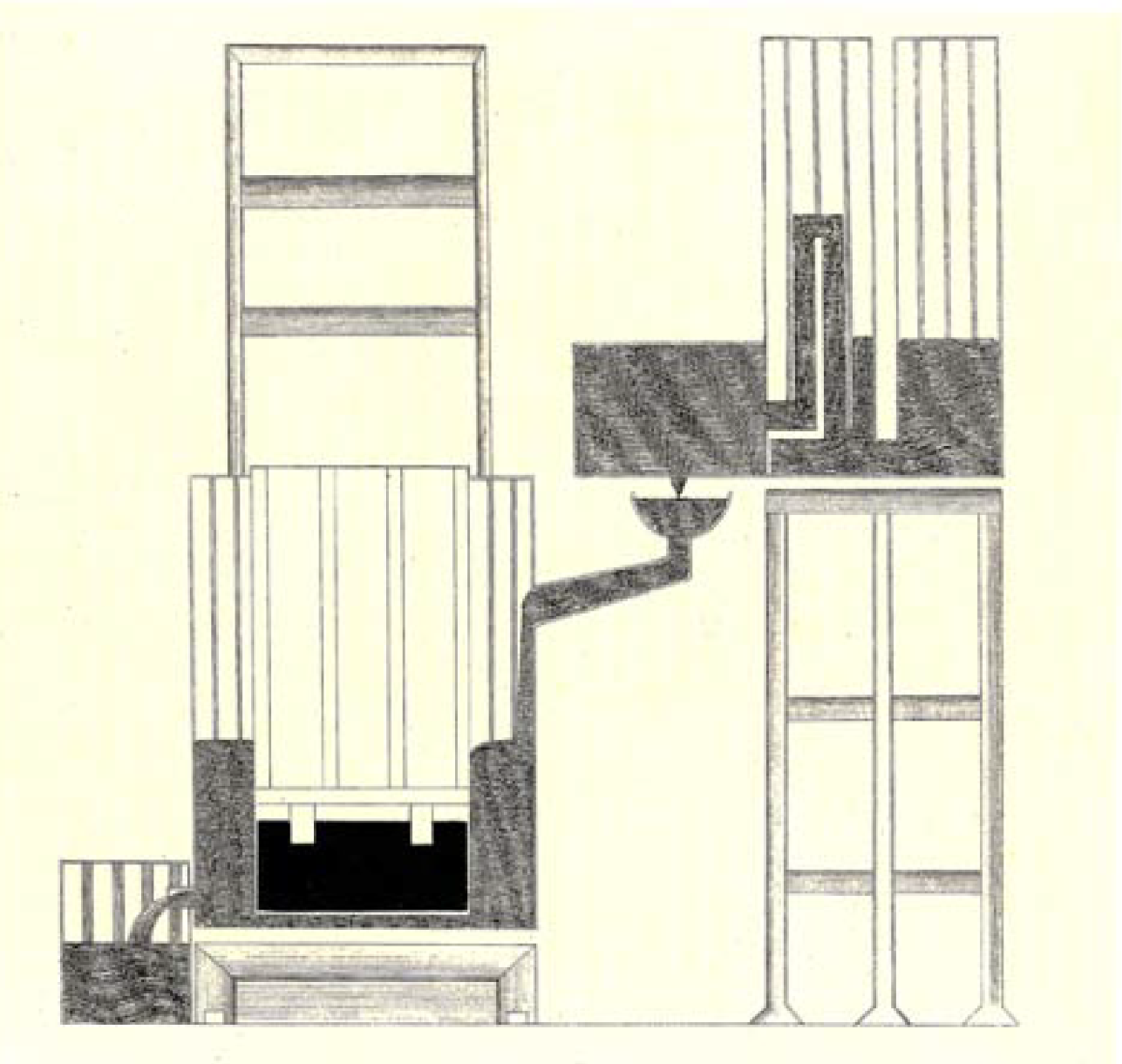
Libros del Saber

Escrito alrededor de 1268, el Libro del conocimiento astronómico (Libros del saber) describe un reloj de agua de tradición antigua y un reloj de mercurio del tipo reloj de agua de tambor, segundo Millás Vallicrosa el de agua estaría basado en el mismo q está descrito en el Ms.225 de Ripoll
El compilador del libro del conocimiento es de la opinión que la descripción de este reloj, en sus fuentes, era "muy magra" y que la adaptaba un poco con sus conocimientos personales. . . La edición de los Libros del saber de astronomía, Madrid - 1866, incluye un diagrama de esta máquina que sirvió de modelo para una reproducción realizada por el Museo de Historia de la Ciencia y de la Técnica del Islam de Frankfurt. El reloj parece tener un tanque superior donde el flujo está regulado por un compensador de presión. Alimenta un contenedor inferior para flotar que permite leer, en supuestas escalas zodiacales, las horas temporales correspondientes.

### Libros del saber:Reloj de mercurio

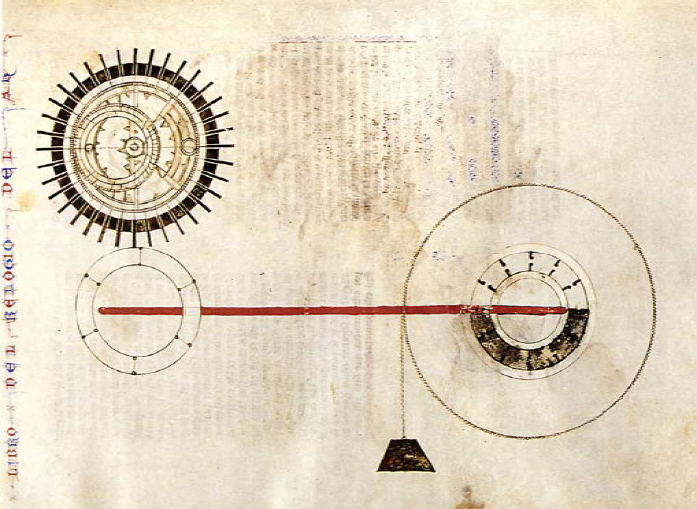
Reloj de mercurio.

Es de diseño atípico. El principio de su funcionamiento se desarrolla en la página del reloj de agua de tambor: sucintamente, un peso, unido a un cable envuelto alrededor de un tambor cilíndrico orientado, lo gira. El movimiento está regulado por un dispositivo hidráulico utilizando mercurio e integrado en el cilindro. El movimiento rotacional del tambor se transmite, a través de un engranaje a un astrolabio que indicará la hora. La ilustración en el libro del conocimiento es un ensayo sobre la representación de la perspectiva del sistema; De hecho, el tambor y el astrolabio están uno detrás de otro. 
Algunos autores como Gerhard Dohrn-van Rossum, en La historia de la hora, piensan que este tipo de reloj es un concepto que nunca fue realizado por los árabes. Sin embargo, su principio dio lugar, varios siglos más tarde, en la fabricación de relojes de agua de este tipo (sin astrolabio) principalmente en Italia y Francia. Las reproducciones de este reloj de mercurio han sido realizadas por el Museo de Frankfurt. por un lado y de Silvio A. Bedini, por otro. Este último siguió el modelo del libro de conocimientos y realizó pruebas operativas que resultaron inconclusas. . De hecho, el movimiento rotacional de la máquina era bastante caótico ya veces se detenía aleatoriamente.

## diseños modernos

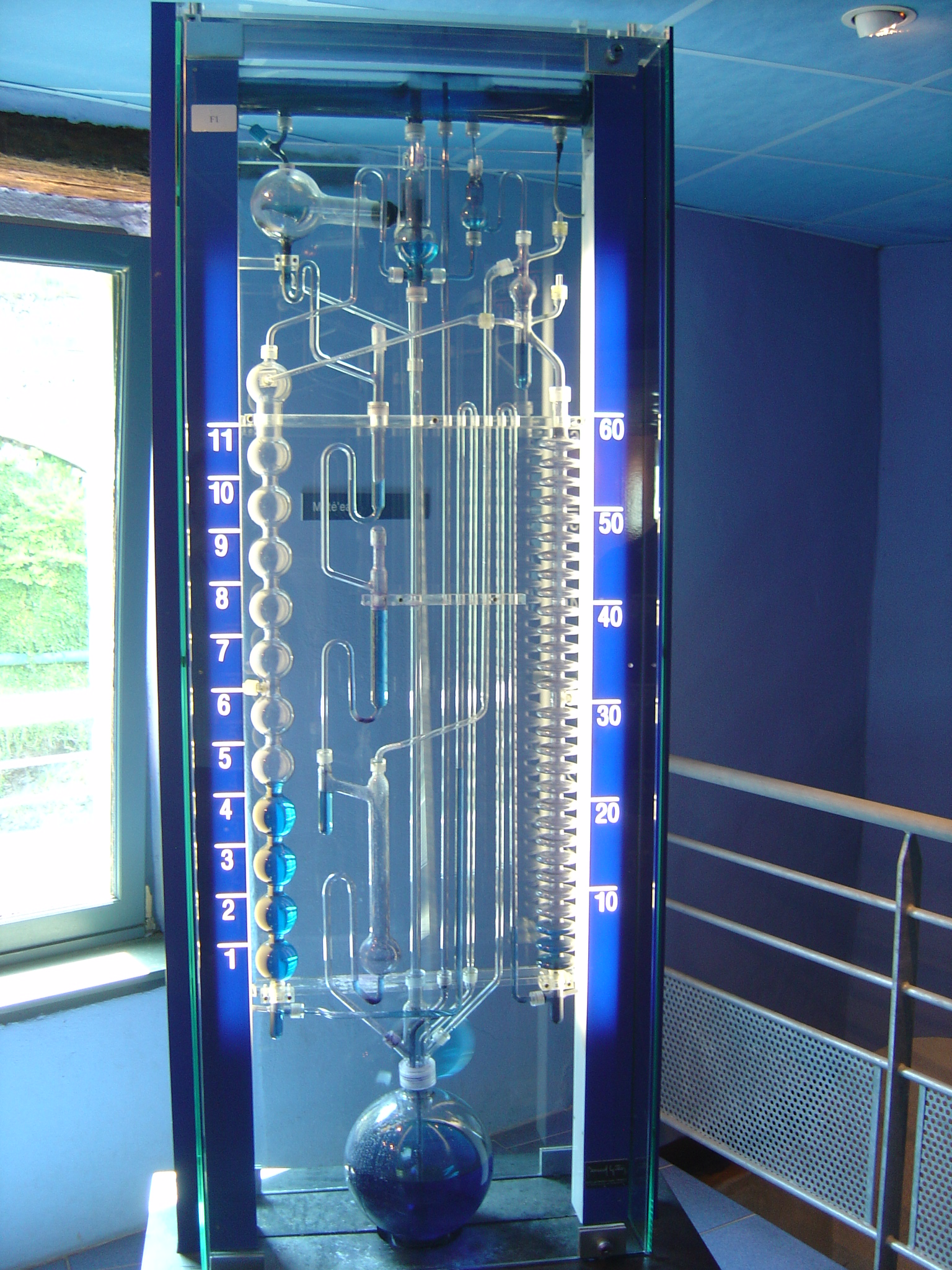
Reloj Time-Flow de Bernard Gitton, que muestra un tiempo de 04:06

En 1979, el científico francés Bernard Gitton va empezar a crear sus relojes Time-Flow, que son un enfoque actual de la versión histórica. Sus diseños de tubo de vidrio único se pueden encontrar en más de 30 ubicaciones en todo el mundo, incluyendo una en el Museo de Ciencias Nemo en Ámsterdam, Europa-Center 's El reloj de la Laguna Tiempo en Berlín, Centro milenios comercial a Guadalupe, el reloj de agua gigante en el Museo Infantil de Indianápolis en Indianápolis, Indiana, el aeropuerto internacional de Abbotsford (anteriormente el centro comercial Sevenoaks ) a Abbotsford, Columbia Británica, y el Shopping Iguatemi en Sao Paulo y Porto Alegre, Brasil
El diseño de Gitton se basa en la gravedad que alimenta múltiples sifones en el mismo principio que la copa pitagórica; por ejemplo, después de alcanzar el nivel del agua de los tubos de visualización de minutos u horas, un tubo de desbordamiento comienza a actuar como sifón y, por tanto, vacía el tubo de visualización. El cronometraje real se realiza mediante un péndulo calibrado, alimentado por una corriente de agua que sale del depósito del reloj.
El péndulo tiene un recipiente cuidadosamente construido; mide el agua que se vierte al sistema de visualización. Esto significa que, en sentido estricto, no se trata de relojes de agua. El agua se utiliza para alimentar el péndulo y para mostrar la hora en el sistema de visualización. Hay otros diseños modernos de relojes de agua, como el reloj de agua Royal Gorge en Colorado, el Woodgrove Mall de Nanaimo, Columbia Británica y el reloj de agua Hornsby en Sídney, Australia.

## Temperatura, viscosidad del agua y precisión del reloj
Cuando se puede descuidar la viscosidad, la tasa de salida del agua se rige por la ley de Torricelli, o más generalmente, por el principio de Bernoulli. La viscosidad dominará la velocidad de salida si el agua sale a través de un caño suficientemente largo y delgado, tal como da la ecuación de Hagen-Poiseuille. Aproximadamente, el caudal es para este diseño inversamente proporcional a la viscosidad, que depende de la temperatura. Los líquidos generalmente se vuelven menos viscosos a medida que aumenta la temperatura. En el caso del agua, la viscosidad varía en un factor de unos siete entre cero y 100 grados centígrados.
Por lo tanto, un reloj de agua con esta boquilla funcionaría siete veces más rápido a 100 °C que a 0 °C. El agua es aproximadamente un 25 por ciento más viscosa a los 20 °C que a 30 °C, y una variación de la temperatura de un grado centígrado, en este rango de "temperatura ambiente ", produce un cambio de viscosidad de aproximadamente el dos por ciento. Por lo tanto, un reloj de agua con una boquilla que mantenga un buen rato a una temperatura determinada ganaría o perdería aproximadamente media hora diaria si fuera un grado Celsius más frío o más caliente. Para hacer que se mantenga el tiempo en un minuto al día, habría que controlar su temperatura dentro 1⁄30 ° C (aproximadamente 1⁄17 ° Fahrenheit).
No hay evidencia de que esto se hiciera en la antigüedad, por lo que los relojes de agua antiguos con boquillas bastante finos y largos (a diferencia de los modernos controlados con péndulo descritos anteriormente) no pueden haber sido fiables según los estándares modernos. Aunque, a pesar de que es posible que los relojes modernos no se restablezcan durante largos períodos, es probable que los relojes de agua se restablezcan todos los días, cuando se llenaban, basándose en un reloj de sol, por lo que el error acumulado no habría sido mayor.